# Еквадорський сукре

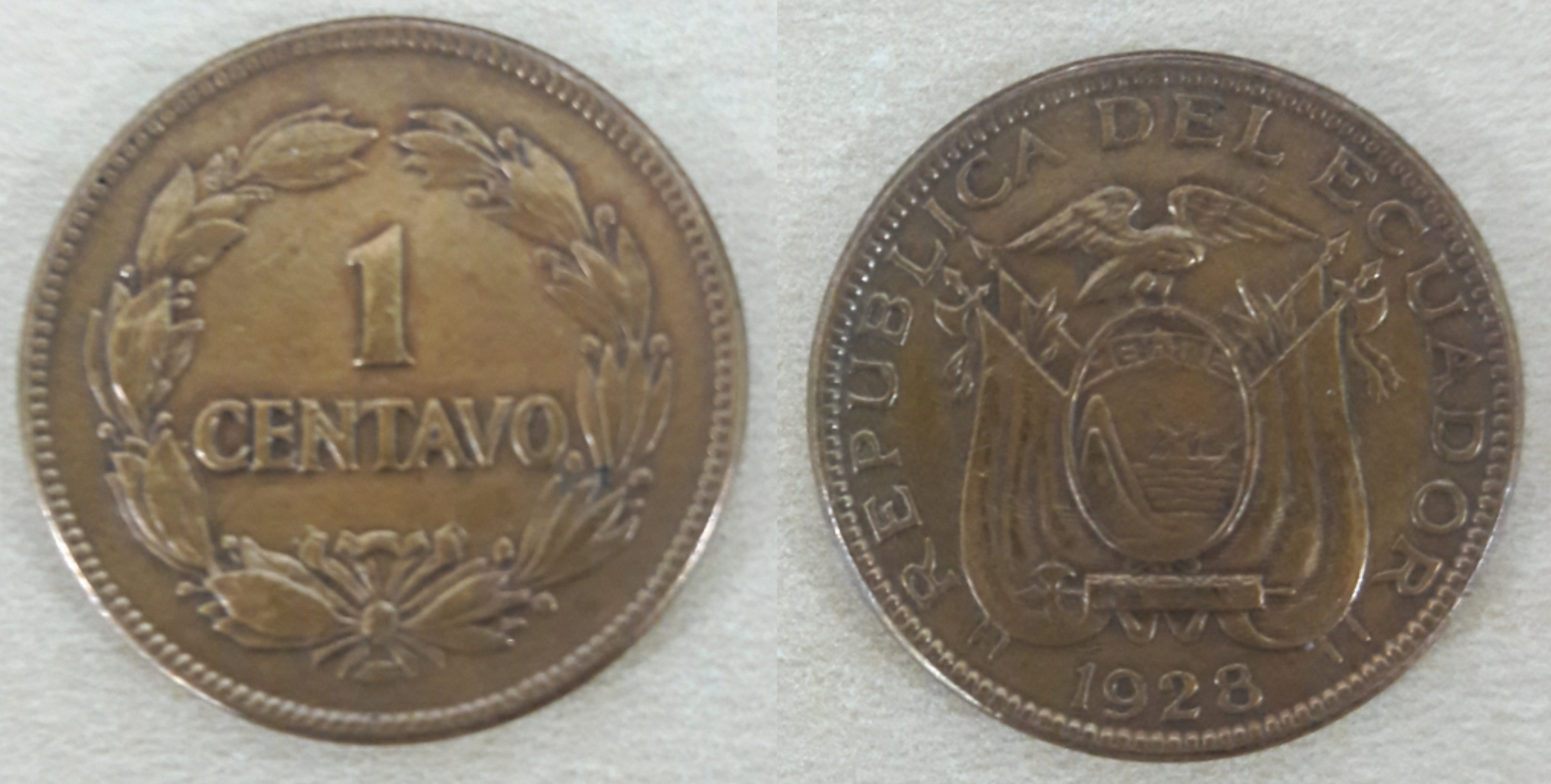

Сукре — грошова одиниця Еквадору з 1884 до 2000 року. Було названо на честь президента Болівії Антоніо Хосе де Сукре.
Через гіперінфляцію ця національна валюта 2000 року була взагалі скасована за повної доларизації економіки країни.
У квітні 2000 року сукре поступово почав замінюватись доларом, обмінний курс було встановлено: 1 долар = 25000 сукре. З 10 вересня 2000 року єдиним платіжним засобом Еквадору став долар США.

## Банкноти
| Лицьовий бік/зворотний бік | Номінал (S/.) | Розміри     | Основний колір            | Зображена особа (на лицьовому боці) |
| -------------------------- | ------------- | ----------- | ------------------------- | ----------------------------------- |
|                            | 5             | 140 x 65 мм | Червоний                  | Антоніо Хосе де Сукре               |
|                            | 10            | 140 x 65 мм | Блакитний                 | Себастьян де Белальказар            |
|                            | 20            | 140 x 65 мм | Кремовий                  | Товариство Ісуса, Кіто              |
|                            | 50            | 140 x 65 мм | Зелений                   | Пам'ятник Героям 9 жовтня 1820      |
|                            | 100           | 140 x 65 мм | Пурпурний                 | Сімон Болівар                       |
|                            | 500           | 140 x 65 мм | Блакитний                 | Доктор Еухеніо Санта-Крус і Еспехо  |
|                            | 1000          | 140 x 65 мм | Зелений                   | Руміньяві                           |
|                            | 5,000         | 140 x 65 мм | Коричневий + пурпурний    | Хуан Монтальво                      |
|                            | 10,000        | 140 x 65 мм | Коричневий + зелений      | Вісенте Рокафуерте                  |
|                            | 20,000        | 140 x 65 мм | Коричневий + блакитний    | Габріель Гарсія Морено              |
|                            | 50,000        | 140 x 65 мм | Коричневий + помаранчевий | Елой Альфаро                        |